# مجوز
مجوز، گواهی‌نامه یا پروانه که به آن لایسِنس نیز می‌گویند (به انگلیسی: license (US) یا licence)، نوشته‌ای است که به دارندهٔ آن اجازهٔ کار معینی را می‌دهد.
مجوز توسط یک طرف به طرف دیگر به عنوان عنصر توافق بین آن طرف‌ها اعطا می‌شود. در مورد مجوزی که توسط دولت صادر می‌شود، مجوز با درخواست آن در مورد شخص خصوصی، با توافق خاصی، معمولاً به صورت کتبی (مانند اجاره نامه یا قرارداد دیگر) صادر می‌شود. ساده‌ترین تعریف مجوز (لایسِنس) این است که «مجوز، قول عدم شکایت است»؛ زیرا با این مجوز می‌توان کاری را انجام داد که انجام آن بدون مجوز غیرقانونی است (مثلاً ماهیگیری، رانندگی خودرو یا وکالت). یا به طرف مجاز، اجازه می‌دهد کاری را انجام دهد که حقوق طرف مجوز دهنده را نقض کند (به عنوان مثال کپی یک اثر دارای حق چاپ)، که بدون داشتن لایسِنس آن، می‌توان از آن شکایت کرد.
به‌طور خاص، ممکن است مجوزی از طرف مقامات صادر شود، تا اجازه فعالیتی را بدهد که در غیر این صورت ممنوع است. ممکن است مستلزم پرداخت هزینه یا اثبات قابلیت (یا هر دو) باشد. این الزام همچنین ممکن است به اطلاع مقامات مربوطه در مورد نوع فعالیت‌ها و ایجاد شرایط و محدودیت‌ها کمک کند.
صاحب امتیاز می‌تواند با رعایت قوانین مالکیت معنوی مجوز استفاده از آن (مانند کپی نرم‌افزار یا استفاده از اختراع ثبت شده) را به دارنده مجوز (پروانه) اعطا کند، در صورتی که صاحب پروانه از ادعای نقض مجوز دهنده در امان بماند. مجوز تحت مالکیت معنوی معمولاً دارای چندین مولفه فراتر از خود اعطا می‌شود، از جمله مدت، قلمرو، مقررات تمدید و سایر محدودیت‌هایی که برای مجوز دهنده حیاتی تلقی می‌شود.
صدور پروانه مالکیت معنوی نقش عمده ای در تجارت، دانشگاه و پخش دارد. شیوه‌های تجاری مانند حق رای دادن ، انتقال فناوری ، انتشار و خرید و فروش شخصیت به‌طور کامل به پروانه مالکیت معنوی بستگی دارد.

## ریشه‌شناسی
واژهٔ پروانه جدا از نام حشره، در فارسی میانه به معنای «راهگشا» بوده و گویا به دلیل دربرداشتنِ مفهومِ راهگشایی، به معنای جواز نیز به کار رفته‌است.
در گذشته پروانه به معنای فرمان پادشاهان یا حکم به کار می‌رفته.

## اصطلاحات
مدت: بسیاری از پروانه‌ها برای مدت زمان خاصی معتبر هستند. در صورت افزایش ارزش پروانه یا تغییر شرایط بازار، این امر از پروانه دهنده محافظت می‌کند. همچنین با اطمینان از عدم تمدید پروانه فراتر از مدت قرارداد، قابلیت اجرا را حفظ می‌کند.
قلمرو: یک پروانه ممکن است تعیین کند که حقوق مربوط به کدام منطقه است. به عنوان مثال، پروانه با قلمرو محدود به «آمریکای شمالی» (مکزیک/ایالات متحده/کانادا) به هیچ عنوان به دارنده پروانه اجازه نمی‌دهد از اقدامات در ژاپن محافظت کند.
باز هم، تعریف مختصر از مجوز عبارت است از «قول صاحب امتیاز برای عدم شکایت از صاحب امتیاز». این بدان معناست که بدون پروانه هرگونه استفاده یا سوء استفاده از مالکیت معنوی توسط شخص ثالث به معنای کپی یا نقض است. چنین کپی برداری نادرست خواهد بود و در صورت تمایل مالک مالکیت معنوی می‌توان با استفاده از سیستم حقوقی آن را متوقف کرد.

## پروانه علامت تجاری و نام تجاری
صاحب امتیاز می‌تواند به دارنده پروانه اجازه توزیع محصولات تحت علامت تجاری را بدهد. با داشتن چنین پروانه ای، صاحب امتیاز می‌تواند بدون ترس از ادعای نقض علامت تجاری توسط پروانه از علامت تجاری استفاده کند. واگذاری پروانه اغلب به شرایط خاص قرارداد بستگی دارد. متداول‌ترین شرایط این است که مجوز فقط برای یک منطقه جغرافیایی خاص، فقط برای یک دوره زمانی خاص یا فقط برای مرحله ای در زنجیره ارزش قابل اجرا است. علاوه بر این، انواع مختلفی از هزینه‌ها در مجوز علامت تجاری و مارک تجاری وجود دارد. فرم اول مستلزم پرداخت هزینه مستقل از فروش و سود است، نوع دوم هزینه مجوز بستگی به بهره‌وری صاحب امتیاز دارد.
وقتی مجوز دهنده دارنده پروانه اجازه می‌دهد نه تنها توزیع کند، بلکه یک محصول ثبت شده را تولید کند، به عنوان پروانه تولید شناخته می‌شود.